# جين مندلسون
جين مندلسون (بالإنجليزية: Jane Mendelsohn)‏ (1965)؛ روائية أمريكية.